# 白科洛杰济农村居民点 (舍别基诺区)
白科洛杰济农村居民点（俄语：Белоколодезянское сельское поселение）是俄罗斯联邦别尔哥罗德州舍别基诺区所属的一个农村居民点。其下辖有10个居民点，行政中心为白科洛杰济。据2016年统计，该农村居民点的人口为1189人。